# Hrabstwo Hickory
Hrabstwo Hickory (ang. Hickory County) – hrabstwo w stanie Missouri w Stanach Zjednoczonych. Obszar całkowity hrabstwa obejmuje powierzchnię 411,74 mil2 (1 066 km²). Według danych z 2010 r. hrabstwo miało 9627 mieszkańców. Hrabstwo powstało w 1845 roku i nosi imię siódmego prezydenta Stanów Zjednoczonych – Andrew Jacksona, który maił przezwisko Old Hickory.

## Sąsiednie hrabstwa
- Hrabstwo Benton (północ)
- Hrabstwo Camden (wschód)
- Hrabstwo Dallas (południowy wschód)
- Hrabstwo Polk (południe)
- Hrabstwo St. Clair (zachód)

## Miasta
- Cross Timbers
- Hermitage
- Weaubleau
- Wheatland
- Preston (wioska)